# Dovers
Dovers – miasto w Saint Vincent i Grenadynach; na wyspie Mustique wchodzącej w skład Grenadyn; 534 mieszkańców (2006). Przemysł spożywczy.